# Erik Stam
Erik Alfred Stam, född 20 januari 1899 i Uppsala, död där 22 april 1979, var en svensk kantor. Han var far till Cecilia Stam.
Stam, som var son till Alfred Stam och Erika Eriksdotter, avlade folkskollärarexamen 1922 samt organist- och kyrkosångarexamen 1931. Han blev lärare och organist i Delsbo församling 1922, senare i Löts församling, Norra Trögds landskommun, samt var innehavare av orgelfirman Pneuma. Han var ordförande i biblioteksstyrelsen i Grillby och lärarkårens representant i skolstyrelsen.